# Eichmann – dödens underskrift
Eichmann – dödens underskrift är ett amerikanskt verklighetsbaserat drama från 2007 som handlar om de förhör som låg till grund för rättegången år 1961 i Israel mot SS-officeren och krigsförbrytaren Adolf Eichmann. Eichmann, som framställde sig själv som en administratör som "bara lytt order" i enlighet med den lojalitetsed han svurit Adolf Hitler, befanns skyldig till massmord och brott mot mänskligheten och dömdes till döden av den israeliska domstolen. Han hängdes 56 år gammal den 1 juni 1962 i Ramleh i Israel.

## Handling
Filmens handling utspelas efter det att Adolf Eichmann, spelad av Thomas Kretschmann tillfångatagits i maj 1960 av israeliska agenter i Argentina där han gömt sig under namnet "Ricardo Klement" sedan år 1950. Eichmann fördes till Israel, där en kapten i poliskåren, Avner Less, spelad av Troy Garity, fick regeringens uppdrag att leda förhören med Eichmann och förmå honom att inför rättegången erkänna sina brott. Rättegången varade från den 11 april till den 15 december 1961.
Den unga staten Israels rättssystem var fortfarande inte fullt uppbyggt; landet hade inte infört dödsstraff och rasande folkmassor stormar mot regeringen och polisen och kräver att Eichmann ska avrättas omedelbart. Även förhörsledaren Avner Less hem angrips. Den israeliska regeringens inställning är att den judiska nationen inte ska sänka sig till samma nivå som Nazityskland, och därför måste de ge Eichmann en rättegång och en försvarare. 
Filmen innehåller flera otäcka tillbakablickar på scener ur Eichmanns karriär. Eichmann blev efter krigsutbrottet 1939 chef för avdelning IV:B4 inom Reichssicherheitshauptamt, Nazitysklands rikssäkerhetsministerium, som hade hand om frågor rörande judar och romer. Hans chefer var fram till 1942 Reinhard Heydrich, därefter under drygt ett år Heinrich Himmler och från 1943 fram till krigsslutet 1945 Ernst Kaltenbrunner. 
Eichmann var en av upphovsmännen till den slutgiltiga lösningen av "judefrågan", vars praktiska genomförande avhandlades vid Wannseekonferensen den 20 januari 1942. Eichmanns avdelning svarade för planeringen och verkställandet av deportationerna av miljontals människor till förintelseläger som Auschwitz och Treblinka, och såg till att denna väldiga logistiska apparat fungerade så effektivt som möjligt. I filmen lägger Less fram dokument efter dokument som bevis, men Eichmann hävdar hela tiden att han bara lydde uttalade eller outtalade order, att han endast gjorde det som förväntades av honom, eller att de krigsförbrytare som hade åtalats vid Nürnbergrättegångarna 1945–1949 förtalat och ljugit om honom. Och de gånger Eichmann blir överbevisad säger han "Jag minns inte, jag minns inte, jag minns inte".     

## Om filmen
Den amerikanska filmen Eichmann – dödens underskrift regisserades av Robert Young och hade världspremiär den 22 september 2007 på Rio de Janeiros internationella filmfestival.
Thomas Kretschmann har spelat SS-officer i åtta långfilmer som inte har något samband med varandra:
Stalingrad (1993), U-Boat (2000), The Pianist (2002), In Enemy Hands (2004), Undergången - Hitler och tredje rikets fall (2004), Head in the Clouds (2004), Eichmann - Dödens underskrift (2007) och Valkyria (2008).

## Rollista (urval)
- Thomas Kretschmann - Adolf Eichmann
- Troy Garity - Avner Less
- Franka Potente - Vera Less
- Stephen Fry - Minister Mordecai Tormer
- Péter Ambrus - Abraham Less
- Béla Fesztbaum - Rudolf Kasztner
- Stephen Greif - Hans Lipman
- Péter Laczó - Dieter Eichmann
- Tilly O'Neil - Hannah Less
- Abdul Sattar Rehani - Husseini
- Kerstin Sekimoto - Eichmanns sekreterare
- Tereza Srbova - Baronessan Ingrid von Ihama
- Krisztián Vörös - Klaus Eichmann
- Delaine Yates - Miriam Frölich
- Scott Alexander Young - Robert Servatius